# Ligue majeure de baseball 1949
Navigation
1948 1950
La Ligue majeure de baseball 1949 est la 47e saison depuis le rapprochement entre la Ligue américaine et la Ligue nationale et la 72e saison de ligue majeure. Les Yankees de New York remportent la Série mondiale face aux Dodgers de Brooklyn (4-1).

## Saison régulière

### Événements
Joe DiMaggio touche 100 000 dollars pour jouer cette saison avec les Yankees. Joltin' Joe est le premier joueur de l'histoire des ligues majeures à percevoir un salaire annuel à six chiffres.
Émeute en tribunes à Philadelphie l'occasion du match de 21 août entre les Phillies de Philadelphie et Giants de New York à la suite d'une décision arbitrale. 
La course aux fanions de champions est très serrée dans les deux ligues et la décision se joue lors des derniers matchs de la saison, le 2 octobre. En Ligue américaine, les candidats au titre s'affrontent : Yankees et Red Sox. Au Yankee Stadium, New York s'impose 5-3. En Ligue nationale, les Dodgers s'imposent 9-7 à Philadelphie face aux Phillies.
Lors de cette saison 1949, quinze des seize équipes accueillent des caméras de télévision pour diffuser des rencontres à domicile. Seuls les Pirates de Pittsburgh manquent à l'appel. Douze formations sont couvertes pour l'ensemble de leurs 77 matchs à domicile. Les Browns ne font l'objet que de 5 diffusions, les Cardinals 30 et les Tigers 35. 

### Classement de la saison régulière
Légende : V : victoires, D : défaites, % : pourcentage de victoires, GB : games behind ou retard (en matchs) sur la première place.
|                           | V  | D   | %    | GB |
| Yankees de New York       | 97 | 57  | .630 | -- |
| Red Sox de Boston         | 96 | 58  | .623 | 1  |
| Indians de Cleveland      | 89 | 65  | .578 | 8  |
| Tigers de Détroit         | 87 | 67  | .565 | 10 |
| Athletics de Philadelphie | 81 | 73  | .526 | 16 |
| White Sox de Chicago      | 63 | 91  | .409 | 34 |
| Browns de Saint-Louis     | 53 | 101 | .344 | 44 |
| Senators de Washington    | 50 | 104 | .325 | 47 |

|                          | V  | D  | %    | GB |
| Dodgers de Brooklyn      | 97 | 57 | .630 | -- |
| Cardinals de Saint-Louis | 96 | 58 | .623 | 1  |
| Phillies de Philadelphie | 81 | 73 | .526 | 16 |
| Braves de Boston         | 75 | 79 | .487 | 22 |
| Giants de New York       | 73 | 81 | .474 | 24 |
| Pirates de Pittsburgh    | 71 | 83 | .461 | 26 |
| Reds de Cincinnati       | 62 | 92 | .403 | 35 |
| Cubs de Chicago          | 61 | 93 | .396 | 26 |

### Statistiques individuelles

#### Au bâton
| Catégorie        | Ligue nationale           | Stat | Ligue américaine                               | Stat |
| ---------------- | ------------------------- | ---- | ---------------------------------------------- | ---- |
| Moyenne au bâton | Jackie Robinson (Dodgers) | .342 | Ted Williams (Tigers)                          | .343 |
| Points produits  | Ralph Kiner (Pirates)     | 127  | Ted Williams (Red Sox) Vern Stephens (Red Sox) | 159  |
| Coups de circuit | Ralph Kiner (Pirates)     | 54   | Ted Williams (Red Sox)                         | 43   |
| Bases volées     | Jackie Robinson (Dodgers) | 37   | Bob Dilinger (Browns)                          | 20   |

#### Lanceurs
| Catégorie                 | Ligue nationale       | Stat | Ligue américaine       | Stat |
| ------------------------- | --------------------- | ---- | ---------------------- | ---- |
| Moyenne de points mérités | Dave Koslo (Giants)   | 2.50 | Mike Garcia (Indians)  | 2.36 |
| Victoires                 | Warren Spahn (Braves) | 21   | Mel Parnell (Red Sox)  | 25   |
| Retraits sur prises       | Warren Spahn (Braves) | 151  | Virgil Trucks (Tigers) | 153  |
| Sauvetages                | Hugh Casey (Dodgers)  | 18   | Joe Page (Yankees)     | 17   |

## Série mondiale
| Match | Date      | Visiteur            | Hôte                | Score  |
| ----- | --------- | ------------------- | ------------------- | ------ |
| 1     | 5 octobre | Dodgers de Brooklyn | Yankees de New York | 0 - 1  |
| 2     | 6 octobre | Dodgers de Brooklyn | Yankees de New York | 1 - 0  |
| 3     | 7 octobre | Yankees de New York | Dodgers de Brooklyn | 4 - 3  |
| 4     | 8 octobre | Yankees de New York | Dodgers de Brooklyn | 6 - 4  |
| 5     | 9 octobre | Yankees de New York | Dodgers de Brooklyn | 10 - 6 |

## Honneurs individuels
| Recrue de l'année     | Roy Sievers (Browns)   | Don Newcombe (Dodgers)    |
| Meilleur joueur (MVP) | Ted Williams (Red Sox) | Jackie Robinson (Dodgers) |